# WEIZAC

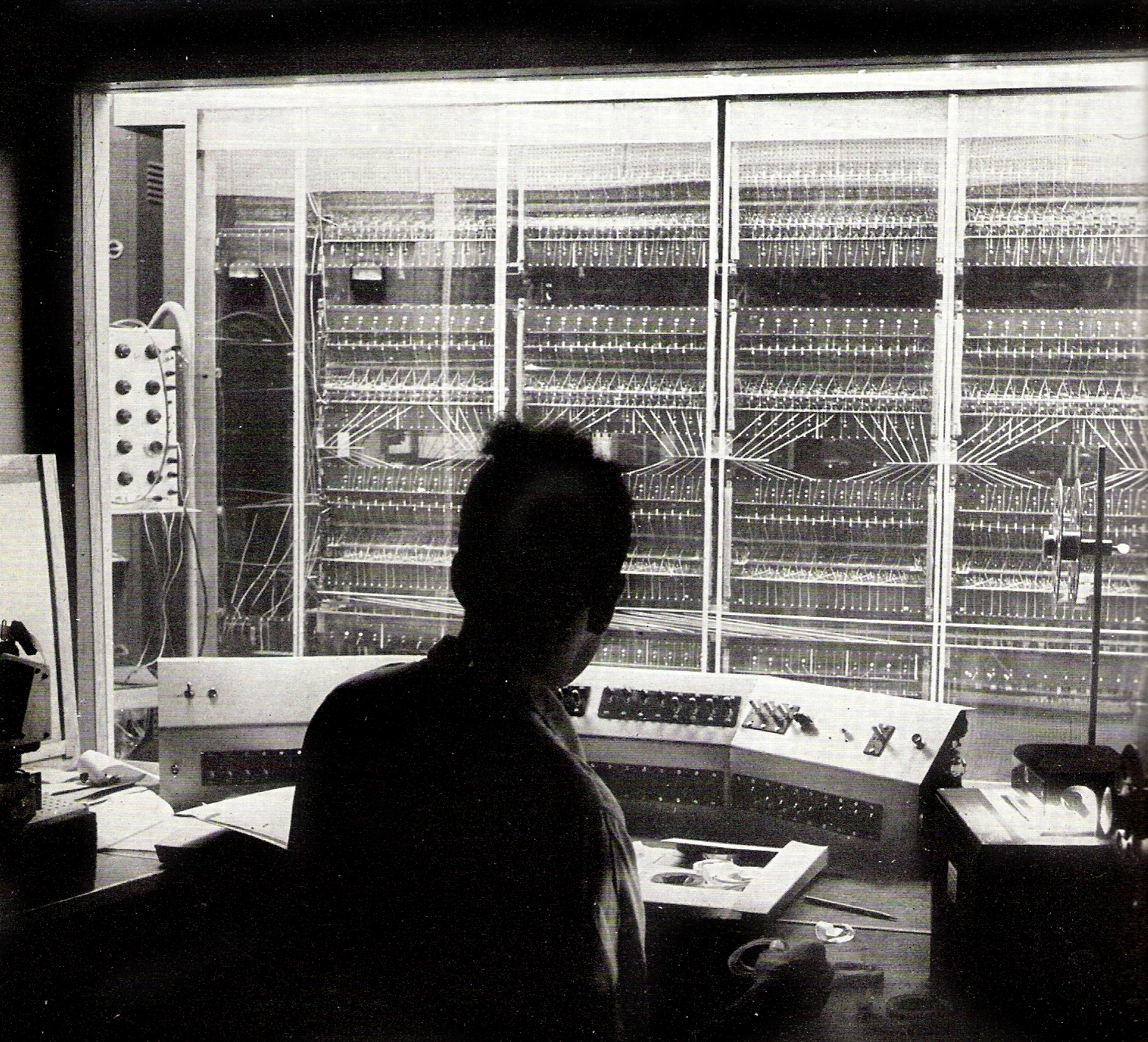
WEIZAC in Betrieb

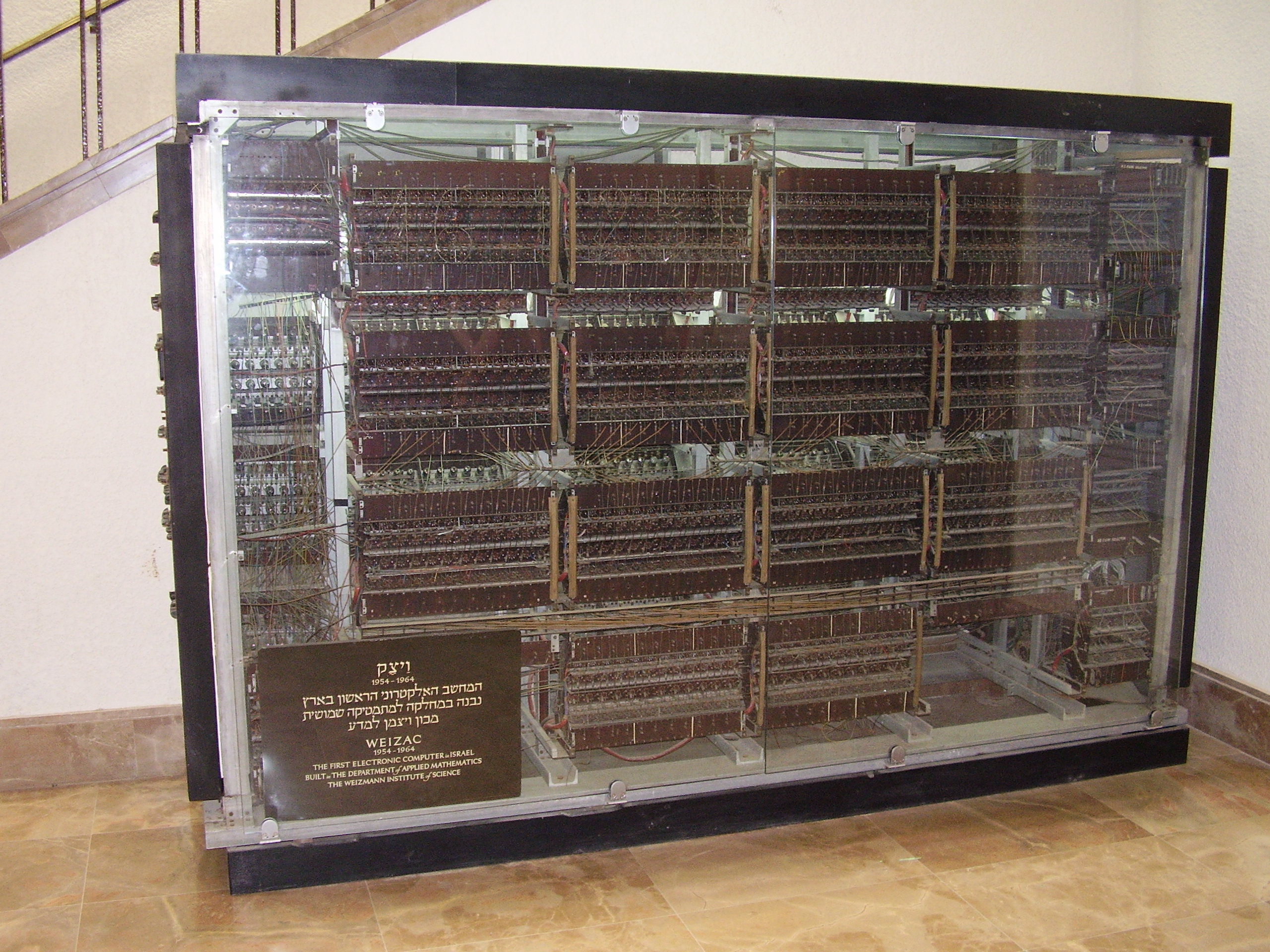

WEIZAC (Weizmann Automatic Calculator) ist der Name des ersten Computers in Israel und auch einer der ersten Großrechner weltweit. Er wurde 1954 bis 1955 am Weizmann-Institut für Wissenschaften gebaut und basierte auf der von John von Neumann entwickelten IAS-Architektur (Institute for Advanced Study). Statt 1 kB Speicher wie am IAS-Computer hatte er allerdings 4 kB. Ende 1955 führte er seine ersten Rechnungen aus. WEIZAC war bis zum 29. Dezember 1963 in Betrieb und wurde von GOLEM abgelöst.
WEIZAC wurde mit einem Budget von $50.000 entwickelt, einem Fünftel des Gesamtetats des Weizmann-Instituts. Zum Komitee am IAS, das sich für das Projekt aussprach, gehörte u. a. auch Albert Einstein und John von Neumann selbst. Die Entwicklung von WEIZAC wurde von Gerald Estrin geleitet, beteiligt waren Estrins Frau Thelma (eine Elektroingenieurin), Chaim L. Pekeris und Aviezri Fraenkel und andere (insgesamt rund ein Dutzend Personen). Der Angewandte Mathematiker Pekeris, von dem die Initiative ausging, war in der Folge auch einer der Hauptnutzer. Der WEIZAC wurde auch vom israelischen Militär benutzt, diese hatten allerdings nur wöchentlich eine Stunde (später auf zwei erweitert) Nutzerzeit.
Der WEIZAC existiert noch heute im Weizmann-Institut.